# Wegkruis (Opbrakel)

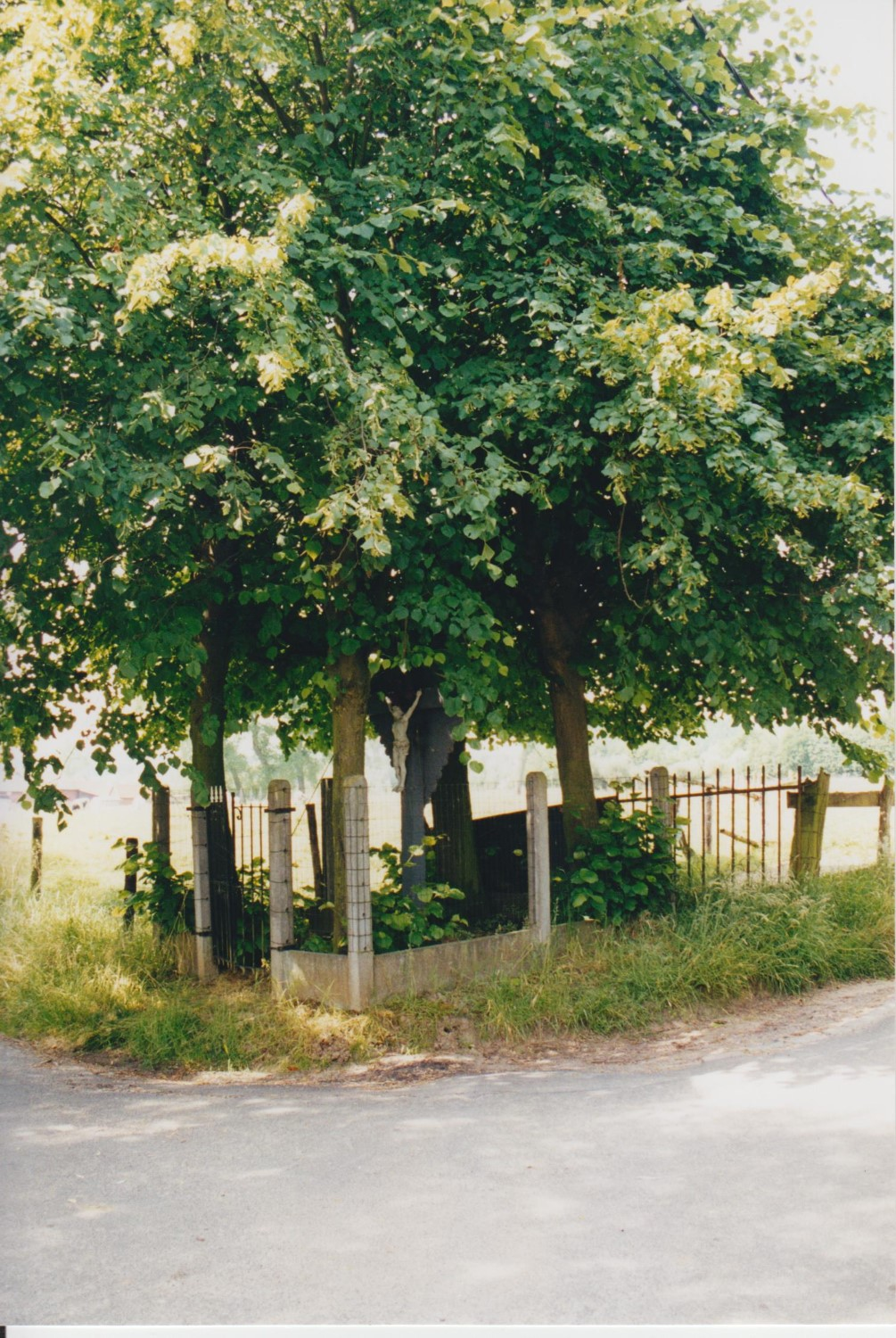
Wegkruis

Het wegkruis is een monument in de tot de Oost-Vlaamse gemeente Brakel behorende plaats Opbrakel, gelegen aan Riebeke.
Het kruis herinnert aan een vadermoord die plaatsvond in 1624. Begin 19e eeuw werd het kruis vernieuwd uit dankbaarheid voor een behouden terugkeer uit de oorlog.
Het kruis staat onder een viertal lindenbomen die omringd zijn door een hek.